# 孝子贤孙伺候着
《孝子贤孙伺候着》，是1993年中国上映的一部电影，由陈佩斯及曾剑锋聯合執導，陈佩斯、赵丽蓉等主演的喜剧向電影。影片主要讲述陈母害怕死后被儿子火化，并且其同族有人就是做丧葬产业的，于是她为了考验儿子的忠心，于是假装死去，借此來大辦喪事的故事。

## 電影內容
在民政局工作的陈小二和舅舅是新旧两代白事工作者。陈小二提倡火化这种保护环境的丧葬方式，可他舅舅却不准这样，因为他年龄大了，接受不了新的事物，同时，如果推行火葬，那么他很可能无法从丧葬中拿到好处。
与此同时，陈母因为年逾古稀，无法那么轻易的接受新的事物，所以她很害怕儿子将自己火化，在加上小二的舅舅煽风点火，陈母立逼着小二立下土葬的字据。
随后又过了一段时间，陈母为了一些原因，以及看到女儿送来的东西后，她决定假装死去，并和舅舅一起商量，制造一场假的丧事，借此来考验一下小二的话是否属实。但是最后却引出一连荒诞闹剧……

## 演员表
- 陳佩斯 飾 陳二小
- 趙麗蓉 飾 陳母
- 魏宗萬 飾 老舅
- 丁嘉莉 飾 姐姐
- 倪大宏 飾 姐夫
- 李麗娜 飾 陳妻
- 虞汪海 飾 小小
- 李文玲 飾 科長
- 張連仲 飾 趙先生
- 劉江 飾 錢老闆
- 李明啓 飾 孫大仙
- 常藍天 飾 李廠長
- 辛莉莎 飾 王導
- 王村人 飾 二叔

## 備註
1. ↑  .   [2021-11-11]. （原始内容存档于2021-11-11）.

## 外部連結
- 豆瓣电影上《孝子贤孙伺候着》的資料 （简体中文）
- 影片介绍 （页面存档备份，存于）
- 互联网电影数据库（IMDb）上《孝子賢孫伺候着》的资料（英文）